# Prauthoy
Prauthoy is een plaats en voormalige gemeente in het Franse departement Haute-Marne in de regio Grand Est. De plaats maakt deel uit van het arrondissement Langres.

## Geschiedenis
De gemeente was onderdeel van het kanton Langres totdat dit op 22 maart 2015 werd opgeheven en de gemeente werden opgenomen in het op die dag opgerichte kanton Villegusien-le-Lac. Op 1 januari 2016 fuseerden de gemeente met Montsaugeon en Vaux-sous-Aubigny tot de commune nouvelle Le Montsaugeonnais, waarvan Prauthoy de hoofdplaats werd.

## Geografie
De oppervlakte van Prauthoy bedraagt 12,4 km², de bevolkingsdichtheid is 41,5 inwoners per km².
De onderstaande kaart toont de ligging van Prauthoy met de belangrijkste infrastructuur en aangrenzende gemeenten.

## Demografie
Onderstaande figuur toont het verloop van het inwonertal (bron: INSEE-tellingen).